# Nuevo 4.º Ejército

Insignia del Nuevo Cuarto Ejército.

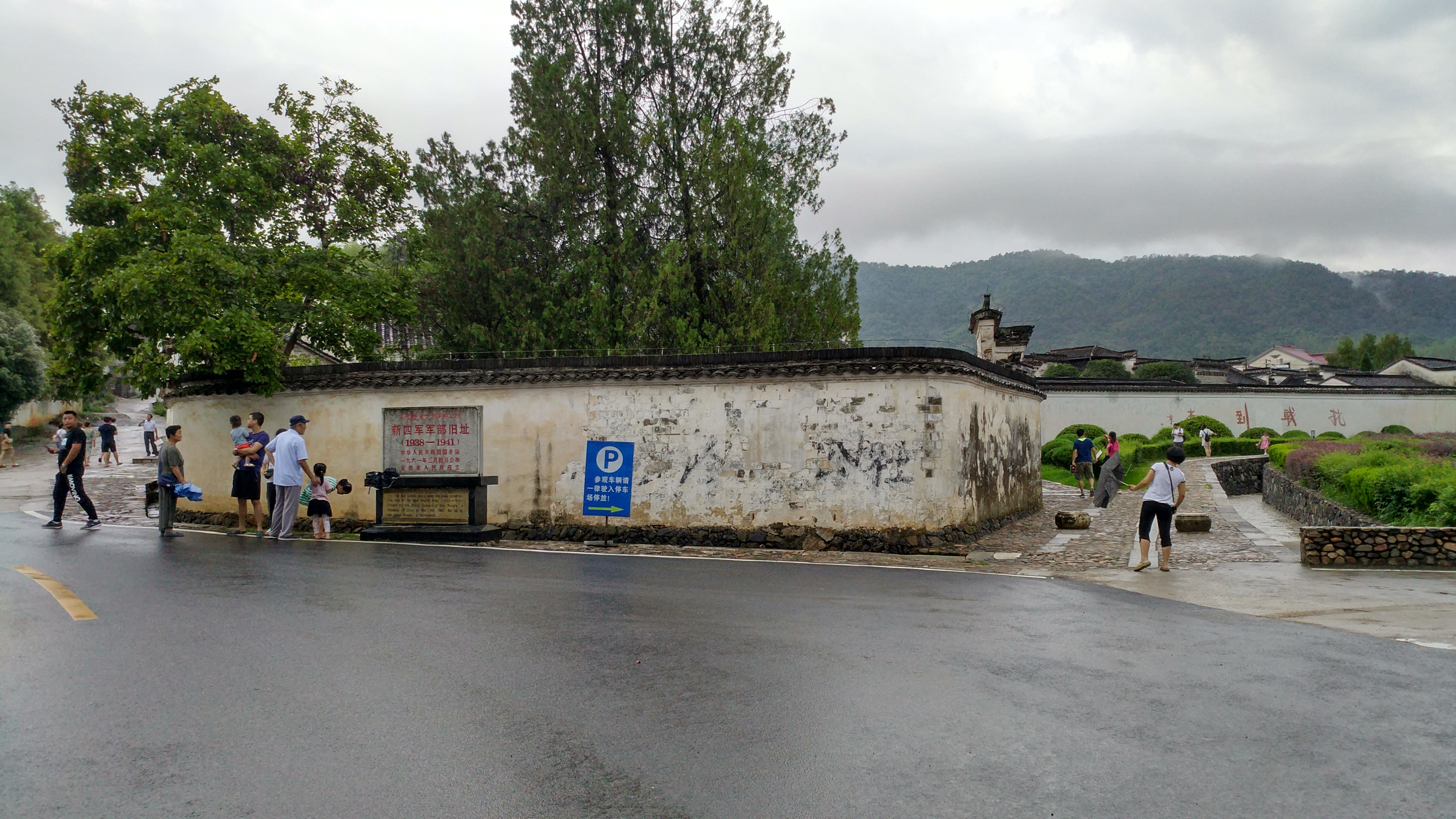
Cuartel general de Nuevo Cuarto Ejército, en Jing, Anhui.

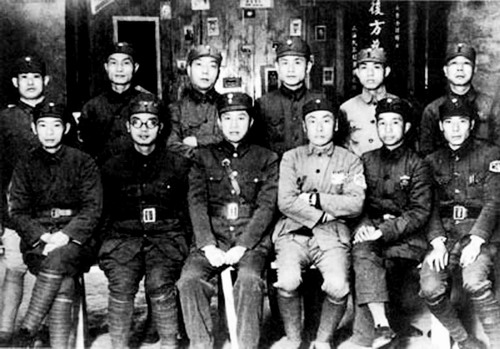
1940. En la foto, comandantes del Nuevo Cuarto Ejército. De derecha a izquierda: Zhou Zikun, Yuan Guoping, Ye Ting, Chen Yi and Su Yu.

El Nuevo 4.º Ejército (chino simplificado: 新四军; chino tradicional: 新四軍; pinyin: Xīn Sì Jūn) fue una unidad del Ejército Nacional Revolucionario de la República de China, creado en 1937. Junto al 8.º Ejército de Ruta, fue uno de los dos cuerpos comunistas que integraron las fuerzas militares convencionales que enfrentaron la ocupación japonesa durante la segunda guerra sino-japonesa (1937-1945). Estuvo activo al sur del río Yangtsé.

## Historia
Cuando el Imperio Japonés invadió China a partir de 1931, el generalísimo Chiang Kai-shek del Partido Nacionalista (KMT), en control del gobierno de la República de China, decidió dar prioridad a la Guerra civil contra el Partido Comunista, oponiéndose a todo acuerdo para unir fuerzas contra el invasor. 
La postura de Chiang Kai-shek no era compartida por otros altos dirigentes del KMT, quienes sostenían que había que dar prioridad a la lucha contra la invasión japonesa, pactar una tregua en la guerra civil y formar un frente con el PCCh. Sucedió entonces el llamado Incidente de Xi'an, el 12 de diciembre de 1936, en el cual Chiang Kai-shek fue secuestrado por dos altos oficiales de su partido, para obligarlo a aceptar un acuerdo con el Partido Comunista que permitiera unir ambos ejércitos. Como consecuencia de ello, pocos días después el KMT y el PCCh acordaron aliarse en el Segundo Frente Unido.
En julio de 1937 comenzó abiertamente la invasión japonesa que dio inicio a la Segunda guerra chino-japonesa. En octubre de 1937, se anunció que los soldados del Ejército Rojo activos en las ocho provincias del sur de China, es decir aquellos que no se embarcaron en la Larga Marcha, serían parte del Nuevo Cuarto Ejército. El Nuevo Cuarto Ejército se estableció el 25 de diciembre de 1937 en Hankou y se trasladó a Nanchang el 6 de enero de 1938, cuando los destacamentos comenzaron a marchar hacia el frente de batalla. Al principio, el Nuevo Cuarto Ejército tenía cuatro destacamentos y un batallón de fuerza de tarea y contaba con aproximadamente diez mil soldados. Más tarde se trasladó a la provincia de Anhui. Ye Ting fue el comandante del ejército, Xiang Ying el comandante adjunto. Sus miembros se identificaban con insignias en el brazo izquierdo que llevaban inscriptas la expresión «N4A», la unidad del soldado y el nombre que figuraba en la insignia.
Si bien el KMT y el PCCh habían pactado una tregua y establecido un frente, las fricciones entre las fuerzas nacionalistas y comunistas continuaron, aunque atenuadas. Uno de los peores enfrentamientos entre ambos grupos durante la tregua, sucedió en el otoño de 1940, culminando en el Incidente del Nuevo Cuarto Ejército de enero de 1941, con una batalla en toda regla.

## 1937-1939
En 1938 los destacamentos 1, 2 y 3 del Nuevo Cuarto Ejército, comenzaron a marchar hacia el frente de batalla en el sur de Anhui y el sur de Jiangsu. El 4.º destacamento se ubicó en el norte y centro de Anhui, en la retaguardia del Ejército imperial japonés. Su tarea consistió principalmente en establecer bases de resistencia y reclutar combatientes. Después de que los japoneses ocuparon Wuhan, el Nuevo Cuarto Ejército aprovechó la oportunidad para establecer varios campamentos guerrilleros en el área.

## 1939-1940
En 1939 el ejército japonés dejó de atacar a las fuerzas chinas a gran escala. El Nuevo Cuarto Ejército entonces fue enviado al sur del río Yangtsé. Para establecer una nueva base, el Nuevo Cuarto Ejército envió un equipo de avanzada al norte de Jiangsu donde se encontró con fuerzas nacionalistas. Ambas fuerzas chinas se enfrentaron en la batalla de Huangqiao, en la que el Nuevo Cuarto Ejército destruyó al 89.º Ejército y la 33.ª división de las fuerzas nacionalistas. El Octavo Ejército de Ruta también envió a los 12 000 hombres del 4.º destacamento para apoyar al Nuevo Cuarto Ejército.

## 1941-1943
En enero de 1941 las fuerzas nacionalistas rodearon y destruyeron el cuartel general del Nuevo Cuarto Ejército en represalia, capturando durante una reunión de negociación a su comandante, Ye Ting, un exoficial del ejército nacionalista que decidió pasarse al ejército comunista. El Nuevo Cuarto Ejército perdió alrededor de 8.000 soldados. Ye Ting fue encarcelado por Chiang Kai-shek y liberado cinco años después, para morir inmediatamente después junto su familia y otros líderes comunistas, en un accidente de avión que se sospecha ordenado por el líder nacionalista, quien también ordenó la disolución del Nuevo Cuarto Ejército.
El Partido Comunista de China (PCCh) rechazó la decisión de Chiang y anunció la reconstrucción del Nuevo Cuarto Ejército en el norte de Jiangsu. En ese momento, el Nuevo Cuarto Ejército ya contaba con siete divisiones y 90.000 soldados. Entre 1941 y 1943 luchó principalmente con los japoneses y perdió una parte de las áreas de base. Debido a las grandes pérdidas, se disolvió la 6.ª División.

## 1944-1945
Debido a la falta de tropas, los japoneses dejaron de atacar activamente al Nuevo Cuarto Ejército. Varias batallas feroces estallaron nuevamente entre el Nuevo Cuarto Ejército y las fuerzas nacionalistas. El Nuevo Cuarto Ejército intentó establecer bases de operaciones en el este de Zhejiang, la provincia de Hunan y Hubei. Luego de la rendición del Imperio Japonés, el Nuevo Cuarto Ejército ya contaba con 268.000 soldados. Su comandante Huang Kecheng ordenó entonces a la 3.ª División, integrada por a 35.000 soldados, abandonar su área de base para ocupar el noreste de China, a medida que los japoneses abandonaban desordenadamente la región.

## 1946-1947
En el verano de 1946 se reinició la guerra civil, esta vez dentro de la Revolución china. Las fuerzas nacionalistas atacaron primero a la 5.ª División y ocuparon su base . Pero simultáneamente la 1.ª División de Jiangsu Su Yu, eliminó a 56.000 soldados de las fuerzas nacionalistas. Debido a la falta de tropas, la 1.ª División, 2.ª División, 4.ª División y 7.ª División tuvieron que retirarse a Shandong en el invierno de 1946. En enero de 1947, el Nuevo Cuarto Ejército pasó a integrar el Ejército Popular de Liberación.